# Rufus Isaacs, Hầu tước thứ 1 xứ Reading
Rufus Daniel Isaacs, Hầu tước thứ 1 xứ Reading (10 tháng 10 năm 1860 - 30 tháng 12 năm 1935) là một quý tộc, nhà quản lý thuộc địa, chính trị gia và thẩm phán người Anh gốc Do Thái. Sự nghiệp chính trị của ông gắn liền với Đảng Tự do, và ông từng giữ ghế Chánh án Đại thần của Anh và xứ Wales (đứng đầu cơ quan tư pháp), Phó vương kiêm Toàn quyền Ấn Độ, và Ngoại trưởng (là người cuối cùng theo Đảng Tự do giữ chức vụ này). Ông là người Do Thái thứ hai trong lịch sử của Anh trở thành thành viên của Nội các Anh Quốc (người đầu tiên là Herbert Samuel, cũng là thành viên của chính phủ H. H. Asquith), Isaacs là người Do Thái đầu tiên trở thành Chánh án Tòa án, và là người Do Thái đầu tiên cũng là duy nhất cho đến nay được nhận tước vị Hầu tước trong hệ thống Quý tộc Anh.

## Cuộc sống đầu đời
Isaacs sinh ra tại số 3 phố Bury, thuộc Giáo xứ St Mary Axe, London, là con trai của một nhà nhập khẩu trái cây người Do Thái tại Spitalfields. Ông đã tham gia vào việc kinh doanh của gia đình từ năm 15 tuổi. Năm 1876 - 1877, ông làm việc trên tàu và sau đó làm công việc trên sàn chứng khoán từ năm 1880 - 1884.

## Sự nghiệp ở Bar
Năm 1885, Isaacs được nhận vào Middle Temple và được phép hành nghề luật sư vào năm 1887. Ông đã thiết lập văn phòng riêng của mình tại số 1 Garden Court, Temple, và rất thành công. Trong vòng 5 năm đầu tiên, ông đã có thể trả hết nợ mà ông thiếu trước đó, và sau 20 năm hành nghề, ông đã kiếm được một số tiền kếch xù, trung bình mỗi năm là 30.000 bảng Anh. Năm 1898, ông được bổ nhiệm làm Cố vấn pháp lý cho Victoria của Anh, đây là một cột mốc quan trọng trong cả sự nghiệp của ông sau này.
Isaacs chủ yếu hành nghề tại Tòa án Thương mại, thỉnh thoảng xuất hiện tại tòa án ly hôn hoặc tại Old Bailey (Toà án Hình sự của Anh). Trong số các vụ án nổi tiếng của ông là bảo vệ tờ báo The Star trước cáo buộc bôi nhọ của Arthur Chamberlain (theo lệnh của anh trai Joseph Chamberlain), vụ Taff Vale (nơi ông xuất hiện đại diện cho công đoàn), vụ kiện bôi nhọ Bayliss kiện Coleridge năm 1903, truy tố kẻ lừa đảo Whitaker Wright, bào chữa cho Edward Russell về tội phỉ báng và Robert Sievier về tội tống tiền.
Trong thời gian làm luật sư, Isaacs là một người chăm chỉ, luôn dậy sớm để chuẩn bị hồ sơ, nhưng ông không bao giờ làm việc sau bữa tối. Ông biện hộ trên toà trong tâm thế rất bình tĩnh và ông nổi tiếng với phong cách chất vấn nhân chứng.

## Sự nghiệp chính trị
Năm 1900, ông thất bại trong cuộc tranh cử Quốc hội đại diện cho Bắc Kensington. Isaacs đắc cử vào Hạ Nghị viện Vương quốc Liên hiệp Anh và Bắc Ireland với tư cách là thành viên Đảng Tự do đại diện cho Reading trong cuộc bầu cử ngày 06/08/1904, ông đã giữ ghế này trong 9 năm, cho đến tận năm 1913.
Năm 1910, ông được bổ nhiệm làm tổng luật sư (Solicitor General) trong chính phủ H. H. Asquith và được phong tước hiệp sĩ. Sau 6 tháng, ông được bổ nhiệm làm tổng chưởng lý (Attorney General). Khi Lãnh chúa Loreburn từ chức Đại Chưởng ấn vào năm 1912, Isaacs dự kiến sẽ kế vị ông, nhưng sau đó ghế này được trao cho Lãnh chúa Haldane. Sau Isaacs được mời tham gia Nội các; ông là tổng chưởng lý đầu tiên ngồi trong Nội các.
Là luật sư, Isaacs đã xử lý nhiều vụ án nổi tiếng. Với tư cách là tổng luật sư, ông đã đại diện cho Bộ Hải quân trong vụ George Archer-Shee. Với tư cách là tổng chưởng lý, ông đã dẫn đầu các cuộc truy tố Edward Mylius về tội phỉ báng chống lại Vua George V, vụ đầu độc của Frederick Seddon (vụ án giết người duy nhất mà Isaacs từng tham gia), và nhà hoạt động nữ quyền Emmeline Pankhurst. Ông cũng đại diện cho Ban Thương mại trong cuộc điều tra về vụ chìm tàu RMS Titanic.
Ngoài ra, ông đã giúp thông qua một số luật quan trọng, bao gồm Đạo luật Nghị viện 1911, Đạo luật Bí mật Chính thức 1911, Đạo luật Bảo hiểm Quốc gia 1911, Đạo luật Công đoàn 1913 và Đạo luật Chính phủ Ireland 1914. Ông đã được bổ nhiệm vào Cơ mật viện Vương quốc Liên hiệp Anh năm 1911.

### Vụ bê bối Marconi
Isaacs là một trong số các thành viên cấp cao của chính phủ Tự do bị cáo buộc có liên quan đến vụ bê bối Marconi. Một bài báo đăng trên tờ Le Matin ngày 14/02/1913 cáo buộc tham nhũng trong việc trao hợp đồng chính phủ cho Công ty Marconi và giao dịch nội gián cổ phiếu của Marconi, liên quan đến một số bộ trưởng đương nhiệm của chính phủ Anh, bao gồm David Lloyd George, Chưởng ấn; Isaacs, lúc đó là tổng chưởng lý; Herbert Samuel, tổng giám đốc bưu điện; và thủ quỹ của Đảng Tự do, Lord Murray.
Các cáo buộc bao gồm việc em trai của Isaacs, Godfrey Isaacs, đang là giám đốc điều hành của công ty Marconi vào thời điểm nội các mà Isaacs là thành viên, đã trao hợp đồng cho Marconi. Isaacs và Samuels đã kiện Le Matin vì tội phỉ báng, và kết quả là tạp chí này đã xin lỗi và rút lại hoàn toàn số báo đã in ra ngày 18/02/1913.
Vụ việc đến tai của Quốc hội Anh nên một uỷ ban độc lập đã được lập ra để tiến hành điều tra, và uỷ ban này đã phát hiện ra rằng Isaacs và những người khác đã mua cổ phần trong công ty Marconi của Mỹ, nhưng trong khi các thành viên trong uỷ ban điều tra thuộc Đảng Tự do cho rằng các bổ trưởng không gây lỗi lầm, thì các thành viên đảng đối lập lại báo cáo rằng Isaacs và những người khác đã hành động "sai trái nghiêm trọng". Trong quá trình xét xử, người ta không công khai rằng số cổ phiếu này đã được bán thông qua anh trai của Isaac với một mức giá ưu đãi.

## Chánh án đại thần và Đại sứ tại Mỹ

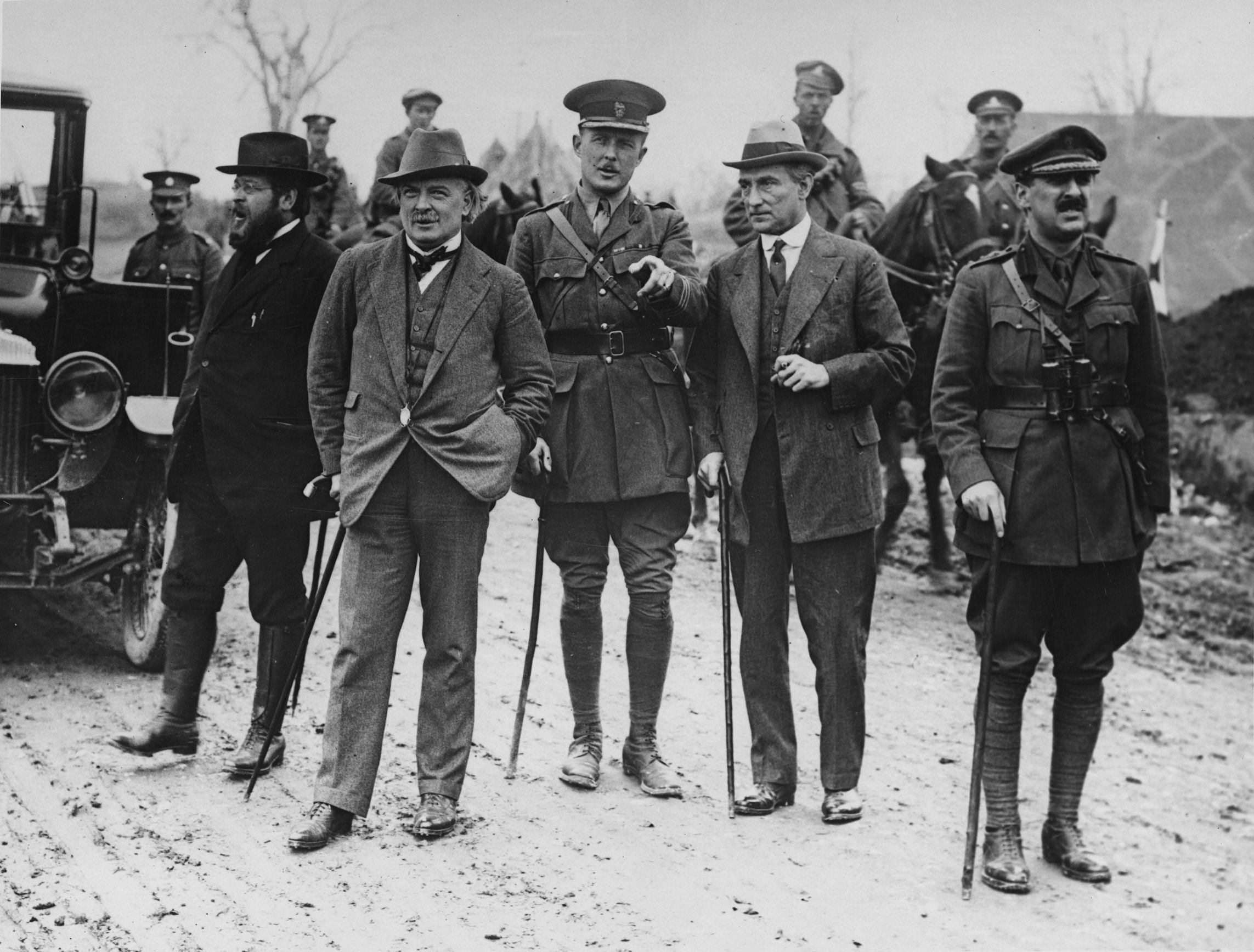
Ông Lloyd George (thứ 2 bên trái), Lãnh chúa Reading (thứ 2 từ phải sang) và M. Albert Thomas (ngoài cùng bên trái) thăm Mặt trận, Pháp. (ảnh: Ernest Brooks)

Vào tháng 10/1913, ông được bổ nhiệm làm Chánh án Tòa án của Vương quốc Anh, kế vị Tử tước Alverstone. Vào thời điểm đó, Tổng chưởng lý là người mặc định được trao chức vụ trừ khi người đó từ chối, nhưng việc ông dính líu đến vụ bê bối Marconi khiến mọi chuyện phức tạp. Mặc dù miễn cưỡng từ bỏ sự nghiệp chính trị của mình, Isaacs cảm thấy bản thân có ít sự lựa chọn: từ chối sẽ cho thấy rằng vụ bê bối Marconi đã làm ông gục ngã. Do đó, ông nhận chức vụ này và được trao tước quý tộc đầu tiên, đó là Nam tước xứ Reading, ở Erleigh thuộc Quận Berkshire, vào ngày 09/01/1914. Việc bổ nhiệm của ông đã gây ra một số tranh cãi, và dẫn đến việc Rudyard Kipling tấn công ông trong bài thơ "Gehazi".
Với tư cách là Chánh án Tòa án, Reading chủ trì phiên tòa xét xử Roger Casement vì tội phản quốc. Tuy nhiên, việc tham dự phiên tòa của ông không liên tục vì ông thường xuyên được chính phủ mời làm cố vấn. Vào tháng 08/1914 Reading tham gia đối phó với cuộc khủng hoảng tài chính do Chiến tranh thế giới thứ nhất bùng nổ. Năm 1915, ông lãnh đạo Ủy ban Tài chính Anh-Pháp để tìm kiếm hỗ trợ tài chính cho Đồng minh từ Hoa Kỳ. Trong cuộc khủng hoảng Nội các tháng 12/1916, ông đóng vai trò trung gian giữa Asquith và David Lloyd George.
Vào tháng 9/1917 Reading trở lại Hoa Kỳ với sự bổ nhiệm đặc biệt của cao ủy Hoa Kỳ và Canada. Năm 1918, ông được bổ nhiệm làm Đại sứ Anh tại Hoa Kỳ, đồng thời giữ chức Chánh án đại thần Anh. Ông trở lại Anh 6 tháng sau đó, thường xuyên tham dự Nội các Chiến tranh và được cử đến Pháp với tư cách là sứ giả bí mật của Lloyd George. Ông trở lại Hoa Kỳ với tư cách là Đại sứ vào năm 1919, và từ bỏ chức vụ cùng năm. Sau sự phấn khích của chính sách ngoại giao thời chiến, ông không muốn trở lại vị trí thẩm phán và tìm kiếm các cơ hội mới.
Với những cống hiến trong thời chiến, ông đã được phong Tử tước xứ Reading của Erleigh thuộc Quận Berkshire vào năm 1916, và Bá tước xứ Reading cũng như Tử tước xứ Erleigh vào năm 1917.

## Phó vương Ấn Độ

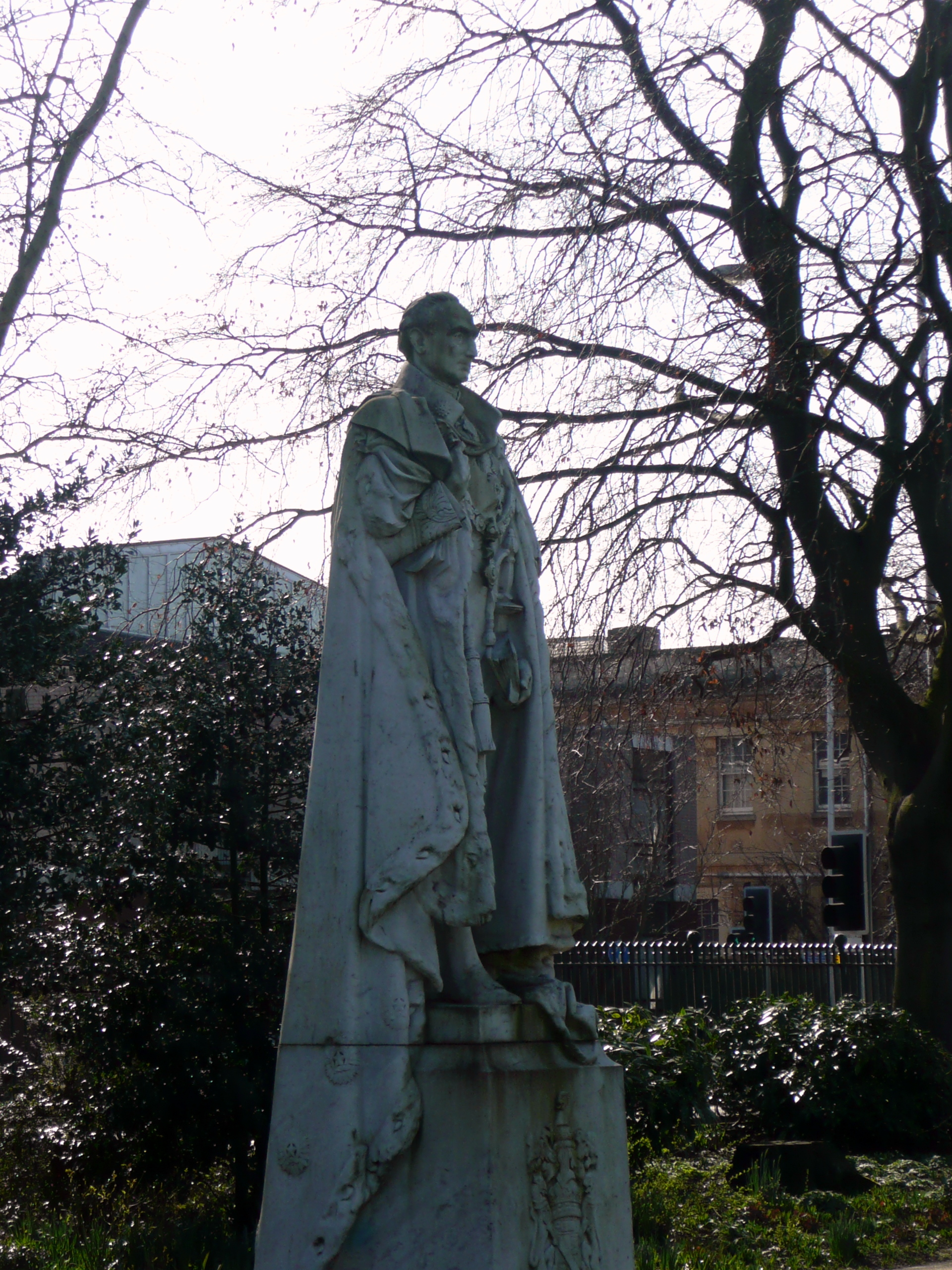
Tượng Phó vương Isaacs, ban đầu được đặt ở New Delhi nhưng hiện nay được đặt tại Quảng trường Eldon ở Reading, Berkshire

Năm 1921, ông thôi giữ chức chánh án để trở thành Phó vương kiêm Toàn quyền Ấn Độ. Reading theo đuổi một chính sách hòa giải với các nhóm chính trị người bản địa Ấn Độ: ông quyết tâm thực hiện các quy định của Đạo luật Chính phủ Ấn Độ 1919 và phản đối sự phân biệt chủng tộc. Ông đã đích thân tiếp Mohandas Karamchand Gandhi và Muhammad Ali Jinnah, và đến thăm Amritsar như một cử chỉ hòa giải. Tuy nhiên, cuối cùng ông cũng phải sử dụng vũ lực nhiều lần: vào năm 1921, ông ra lệnh trấn áp cuộc nổi dậy ở Malabar, và vào năm 1922, ông lại dùng vũ lực dẹp yên tình trạng bất ổn của người Sikh ở Punjab. Cùng năm, ông đã hạ lệnh bắt Gandhi. Reading đã vun đắp mối quan hệ tốt đẹp với các Phiên vương quốc, nhưng ông cũng buộc 2 phiên vương phải thoái vị.
Sau khi hoàn thành nhiệm kỳ Phó vương tại Ấn Độ, ông trở về Anh và được phong Hầu tước xứ Reading, ông trở thành thường dân đầu tiên được phong Hầu tước kể từ thời Công tước Wellington.

## Tước vị quý tộc
Ông sinh trưởng trong một gia đình thường dân, gốc Do Thái nhập cư, nhưng lại có một quá trình thăng tiến vô cùng ấn tượng, được xem là có một không hai trong lịch sử nước Anh. Ông được nâng lên hàng quý tộc Anh vào năm 1914, với tước vị Nam tước xứ Reading, chỉ 2 năm sau, vào năm 1916, ông được phong Tử tước, và chỉ 1 năm sau đó ông được nâng lên Bá tước và cuối cùng vào năm 1926 ông được nâng lên Hầu tước xứ Reading, có nghĩa là chỉ trong vòng 13 năm, ông đã được nâng lên 4/5 bậc tước vị quý tộc. Ấn tượng nhất là giai đoạn từ năm 1914 đến 1917, chỉ trong vòng 3 năm mà ông đã được nâng tước phong 3 bậc, từ Nam tước lên Bá tước.
Tước vị Hầu tước xứ Reading vẫn được con cháu ông thế tập cho đến tận ngày nay, người hiện nắm giữ tước này là Simon Charles Henry Rufus Isaacs, Hầu tước thứ 4 của Reading (sinh năm 1942). Isaacs là gia tộc gốc Do Thái duy nhất hiện nay ở Vương quốc Anh nắm giữ tước vị Hầu tước - tước phong cao thứ 2, chỉ xếp sau Công tước.
Người ta thường so sánh sự thăng tiến của Rufus Isaacs với Arthur Wellesley, Công tước thứ nhất của Wellington, vì cả 2 đều tiến rất nhanh từ việc không sở hữu bất kỳ tước vị nào mà có thể leo lên đến hàng công hầu. Tuy nhiên bối cảnh xuất thân của 2 người có phần khác nhau. Bản thân Rufus Isaacs có nguồn gốc từ người Do Thái nhập cư và là thường dân, trong khi đó Arthur Wellesley lại là người Anh bản địa và sinh trưởng trong gia đình quý tộc, nhưng vì ông là con thứ nên không thể kế thừa tước vị từ cha mình, qua những chiến thắng trên chiến trường ông đã dần dần được thăng đến danh hiệu Công tước xứ Wellington. Nếu xét về xuất thân và nguồn gốc thì quá trình thăng tiến của Rufus Isaacs có phần ấn tượng hơn.
Cùng thời với Isaacs, dường như chỉ có Freeman Freeman-Thomas, Hầu tước thứ nhất xứ Willingdon là có tốc độ thăng tiến tước hiệu quý tộc ngang hàng với ông. Freeman-Thomas cũng xuất thân là một thường dân và cũng từng là Phó vương Ấn Độ, nhưng đã được phong liên tục 4/5 bậc quý tộc và trước khi nghỉ hưu đã là Hầu tước. Tuy nhiên Freeman-Thomas không được may mắn, vì chỉ truyền được 2 đời thì tuyệt tự.

## Gia đình
Năm 1887, ông kết hôn với Alice Edith Cohen, người bị khuyết tật cơ thể mãn tính và chết vì bệnh ung thư vào năm 1930, sau hơn 40 năm chung sống. Bệnh viện Lady Reading ở Peshawar, Pakistan được đặt theo tên của bà.
Sau đó, ông kết hôn với Stella Charnaud, thư ký đầu tiên của người vợ quá cố của ông. Cuộc hôn nhân thứ hai kéo dài cho đến khi ông qua đời vào năm 1935.
Lãnh chúa Reading chỉ có một người con trai duy nhất với người vợ đầu, đó là Gerald Isaacs, Hầu tước thứ 2 của Reading. Người con này của ông từng giữ chức Bộ trưởng Ngoại giao trong Nội các của Thủ tướng Winston Churchill từ năm 1953 đến năm 1957.

## Qua đời
Lãnh chúa Reading qua đời tại London vào tháng 12 năm 1935 ở tuổi 75. Sau khi hỏa táng tại Lò hỏa táng và Lăng mộ Golders Green, tro cốt của ông được chôn cất tại nghĩa trang Do Thái gần đó. Ngôi nhà nơi ông qua đời, số 32 đường Curzon ở Mayfair, đã được đặt một tấm bảng màu xanh từ năm 1971 để kỷ niệm.